# 1997 YY5
1997 YY5 är en asteroid i huvudbältet som upptäcktes den 25 december 1997 av den japanska astronomen Takao Kobayashi vid Ōizumi-observatoriet.
Asteroiden har en diameter på ungefär 14 kilometer och den tillhör asteroidgruppen Eos.